# Litoria pallida
Litoria pallida är en groddjursart som beskrevs av Davies, Martin och Watson 1983. Litoria pallida ingår i släktet Litoria och familjen lövgrodor. IUCN kategoriserar arten globalt som livskraftig. Inga underarter finns listade i Catalogue of Life.